# Giambatista Beccaria

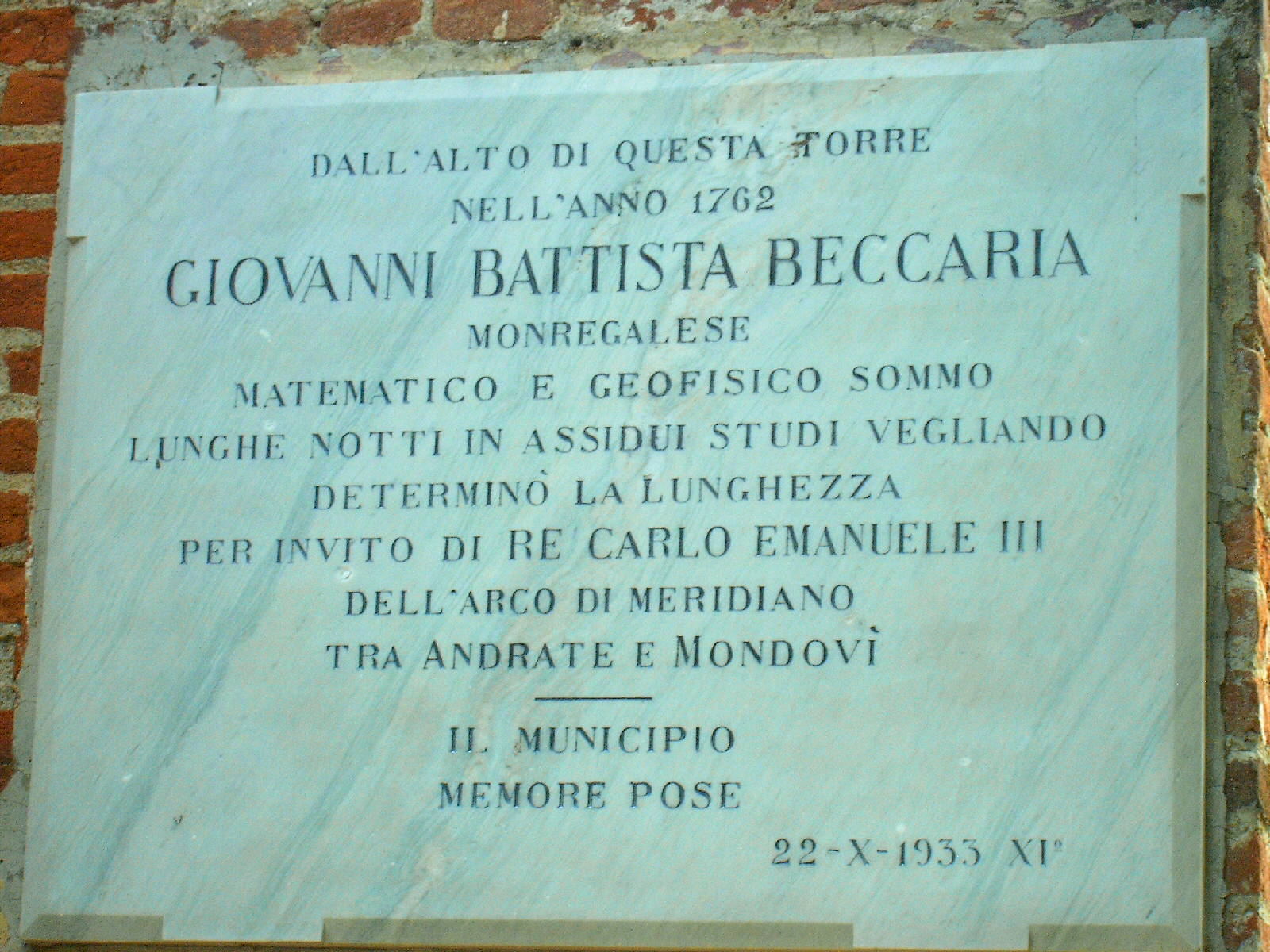
Erinnerungsstein an Beccaria am Torre del Belvedere in Mondovì

Giambatista Beccaria (eigentlich Francesco Ludovico Beccaria, auch Giovanni Battista Beccaria, * 3. Oktober 1716 in Mondovì; † 27. Mai 1781 in Turin) war ein italienischer Physiker, der sich um die Verbreitung der Elektrizitätslehre in Italien im 18. Jahrhundert verdient gemacht hat.

## Leben und Wirken
Beccaria war ein Sohn von Giovanni Battista und dessen Frau Anna Maria Ingalis. Er studierte in Rom und Narni Theologie und trat 1732 dem Piaristen-Orden bei, wobei er seinen Vornamen in Giambatista änderte. Er lehrte an den Schulen seines Ordens in Narni, Urbino, Palermo und Rom. Am 30. November 1748 wurde Beccaria als Nachfolger des Paulaners Francisco Antonio Garro Professor für Experimentalphysik an der Universität Turin.
Schon als Student griff er die damals neuen Lehren über Elektrizität auf und war insbesondere ein Vertreter der Ideen von Benjamin Franklin (der die These vertrat, es handele sich bei der Elektrizität um eine einzige „Flüssigkeit“), mit dem er auch in Briefwechsel stand. 1753 erschien in Turin sein Buch Dell’elettricismo artificiale e naturale libri due. Das Buch begründete sein Ansehen in Europa (Benjamin Franklin selbst ließ es ins Englische übersetzen) und er stand mit Wissenschaftlern wie Joseph Banks, Joseph Priestley in Briefwechsel. Beccaria schrieb weitere Bücher über Elektrizität, die in mehreren Auflagen erschienen und weite Verbreitung fanden, und befasste sich unter anderem mit Meteorologie, Sonnenflecken, dem Polarlicht. Alessandro Volta studierte seine Schriften, überflügelte ihn aber bald mit seinen experimentellen Untersuchungen im Ansehen seiner Zeitgenossen.
Beccaria war ein überzeugter Experimentalphysiker. In der Elektrizitätslehre unterschied er Leiter und Dielektrika und beschrieb das Phänomen des Faraday-Käfigs (Faraday 1836), indem er voraussagte, dass die elektrische Ladung an der Oberfläche des Leiters bleibt und nicht in das Innere des Leiters eindringt. Er untersuchte atmosphärische Elektrizität und sorgte für die Verbreitung von Blitzableitern in Italien, die sich deshalb dort früher als im übrigen Europa durchsetzten. Unter anderem installierte er Blitzableiter auf dem Mailänder Dom, dem Quirinals-Palast in Rom und auf dem Markusdom in Venedig.
In den 1760er Jahren führte er (unterstützt von seinem Assistenten und Nachfolger in Turin ab 1781 Pater Domenico Canonica) im Auftrag des Königs Karl Emanuel III., der damit Turin zu wissenschaftlichem Ansehen verhelfen wollte, eine Gradmessung des Meridian-Bogens zwischen Andrate und Mondovi durch, veröffentlicht 1774 in Gradus Taurinensis. Basis war die Bestimmung der Länge einer geraden Linie von der Piazza Statuta in Turin (wo eine Plakette an Beccaria erinnert) und Rivoli. Er kam auf eine Bogenlänge von 1 Grad, 7 Minuten, 44 Sekunden, etwas niedriger als der genaue Wert. Der Astronom César François Cassini de Thury in Paris, der Direktor des dortigen Observatoriums war und der die Landesvermessung Frankreichs durchführte, kritisierte das Ergebnis, da er selbst aufgrund einer Abschätzung unter Annahme einer mittleren Ellipsoid-Gestalt der Erde auf einen Wert von 1 Grad 8 Minuten und 14 Sekunden kam. Um 1820 führte Giovanni Antonio Amedeo Plana die Abweichung korrekt auf Lotabweichungen in den Messungen verursacht durch die Masse der nahen Alpen zurück.
Mit seinen Schülern Giuseppe Angelo Saluzzo di Monesiglio (1734–1810), Giovanni Francesco Cigna (1734–1790) und Joseph-Louis Lagrange gründete er 1757 eine wissenschaftliche Gesellschaft, aus der 1783 durch königliches Dekret die Accademia delle Scienze di Torino hervorging, deren erster Präsident Monesiglio war. Später kam es zu einem Streit zwischen Beccaria und seinen Schülern um die Natur der Oxidation von Metallen (wobei Beccaria aus heutiger Sicht Recht behielt – er maß eine Gewichtszunahme und schloss, dass die Metalle etwas aus der Luft aufgenommen hatten).
Bei der Verbrennung von Zinn in einem abgeschlossenen Behälter (ein Experiment das zuerst Robert Boyle ausführte) erkannte er, dass die Gewichtszunahme des Metalls (Bildung von Metallkalken) von der eingeschlossenen Luftmenge abhing, was auch Antoine de Lavoisier erkannte (Beccaria meldete in einem Brief an eine französische Zeitschrift 1774 Prioritätsansprüche an). Ebenso einflussreich unter europäischen Chemikern waren seine Experimente, in denen er die Bildung von Metallkalken mit elektrischen Entladungen rückgängig machte (Elettricismo artificiale, 1772). Metallkalke waren damals ein Problem für die vorherrschende Phlogistontheorie. Eigentlich sollte Phlogiston bei der Verbrennung (Bildung Metallkalk) entweichen und nach Georg Ernst Stahl war das Phlogiston eine „erdige“, nicht sichtbare, schwere Substanz, die aber noch nicht identifiziert worden war. Das Gewicht des Metallkalks war aber höher. Umgekehrt sollte bei der Reduktion von Metallkalken zu Metall Phlogiston hinzugefügt werden (obwohl die Masse dann abnahm). Die Experimente von Beccaria deuteten auf eine mögliche Identifizierung des Phlogistons mit Elektrizität, was die Chemiker damals faszinierte.

## Ehrungen
Am 29. Mai 1755 wurde Beccaria als Mitglied („Fellow“) in die Royal Society gewählt.

## Schriften (Auswahl)
Bücher
- Dell’elettricismo artificiale e naturale libri due. Filippo Antonio Campana, Turin 1753 (Digitalisat).
- Dell’elettricismo. Bologna 1758 (Digitalisat).
- Experimenta, atque observationes, quibus electricitas vindex late constituitur, atque explicatur. Turin 1769 (Digitalisat).
- Elettricismo artificiale. Turin 1772 (Digitalisat).
  - A treatise upon artificial electricity, in which are given solutions of a number of interesting electric phoenomena, hitherto unexplained […]. J. Nourse, London 1776 (Digitalisat).
- Gradus Taurinensis. Turin 1774 (Digitalisat).
- Della elettricità terrestre atmosferica a cielo sereno. Turin 1775 (Digitalisat).

Zeitschriftenbeiträge
- Experiments in electricity: In a letter […] to Benjamin Franklin […]. In: Philosophical Transactions of the Royal Society of London. Band 51, 1759, S. 514–526 (doi:10.1098/rstl.1759.0052, JSTOR:105396).
- An account of the double refractions in crystals. In: Philosophical Transactions of the Royal Society of London. Band 52, 1761, S. 486–490 (doi:10.1098/rstl.1761.0079, JSTOR:105655).